# Dagný Brynjarsdóttir
Dagný Brynjarsdóttir (Hella, 10 agosto 1991) è una calciatrice islandese, centrocampista del West Ham e della nazionale islandese.

## Carriera

### Nazionale
Grazie alle sue prestazioni in campionato, Dagný Brynjarsdóttir entra nel giro delle nazionali islandesi prima del compimento dei 17 anni d'età, passando per la trafila delle giovanili, iniziando con l'Under-17, dove fa il suo debutto il 2 luglio 2007 e successivamente impiegata nella fase di qualificazione ai primi europei UEFA di categoria del 2008, vestendo la maglia dell'Under-19 qualche mese più tardi, e l'anno successivo nell'ambito della fase di qualificazione ai Europeo Under-19 2008, e quella della formazione Under-23, nella quale gioca un solo incontro, il 5 agosto 2012 al Cappielow Park di Greenock, pareggiato 2-2 con la Scozia.
Dal 2010 viene inserita in rosa con la nazionale maggiore, facendo il suo debutto il 24 febbraio di quell'anno all'edizione 2010 dell'Algarve Cup e in tutte le successive, torneo dove contribuisce a raggiungere la finale nel 2011, persa con gli Stati Uniti d'America per 4-2, e due terzi posti, nel 2014 e 2016.
Viene inoltre impiegata dalle qualificazioni delle edizioni del campionato europeo contribuendo all'accesso alla fase finale in tutte le due edizioni alla quale ha partecipato, concludendo a Finlandia 2009 con l'eliminazione durante la fase a gironi e raggiungendo i quarti di finale a Svezia 2013. Manca invece la qualificazione ai mondiali di Germania 2011 e Canada 2015

## Statistiche

### Cronologia presenze e reti in nazionale
| Cronologia completa delle presenze e delle reti in nazionale ― Islanda | Cronologia completa delle presenze e delle reti in nazionale ― Islanda | Cronologia completa delle presenze e delle reti in nazionale ― Islanda | Cronologia completa delle presenze e delle reti in nazionale ― Islanda | Cronologia completa delle presenze e delle reti in nazionale ― Islanda | Cronologia completa delle presenze e delle reti in nazionale ― Islanda | Cronologia completa delle presenze e delle reti in nazionale ― Islanda | Cronologia completa delle presenze e delle reti in nazionale ― Islanda |
| Data                                                                   | Città                                                                  | In casa                                                                | Risultato                                                              | Ospiti                                                                 | Competizione                                                           | Reti                                                                   | Note                                                                   |
| ---------------------------------------------------------------------- | ---------------------------------------------------------------------- | ---------------------------------------------------------------------- | ---------------------------------------------------------------------- | ---------------------------------------------------------------------- | ---------------------------------------------------------------------- | ---------------------------------------------------------------------- | ---------------------------------------------------------------------- |
| 24-2-2010                                                              | Faro                                                                   | Stati Uniti                                                            | 2 – 0                                                                  | Islanda                                                                | Algarve Cup 2010 - 1º turno                                            | -                                                                      |                                                                        |
| 26-2-2010                                                              | Lagos                                                                  | Islanda                                                                | 1 – 5                                                                  | Svezia                                                                 | Algarve Cup 2010 - 1º turno                                            | -                                                                      |                                                                        |
| 1-3-2010                                                               | Parchal                                                                | Islanda                                                                | 2 – 3                                                                  | Norvegia                                                               | Algarve Cup 2010 - 1º turno                                            | -                                                                      | 78’                                                                    |
| 3-3-2010                                                               | Albufeira                                                              | Portogallo                                                             | 0 – 3                                                                  | Islanda                                                                | Algarve Cup 2010 - Finale 3º posto                                     | -                                                                      | 83’                                                                    |
| 27-3-2010                                                              | Novi Sad                                                               | Serbia                                                                 | 0 – 2                                                                  | Islanda                                                                | Qual. Mondiali 2011                                                    | -                                                                      | 86’                                                                    |
| 31-3-2010                                                              | Spalato                                                                | Croazia                                                                | 0 – 3                                                                  | Islanda                                                                | Qual. Mondiali 2011                                                    | -                                                                      | 81’                                                                    |
| 19-6-2010                                                              | Reykjavík                                                              | Islanda                                                                | 2 – 0                                                                  | Irlanda del Nord                                                       | Qual. Mondiali 2011                                                    | -                                                                      | 72’                                                                    |
| 23-6-2010                                                              | Reykjavík                                                              | Islanda                                                                | 3 – 0                                                                  | Croazia                                                                | Qual. Mondiali 2011                                                    | -                                                                      |                                                                        |
| 21-8-2010                                                              | Reykjavík                                                              | Islanda                                                                | 0 – 1                                                                  | Francia                                                                | Qual. Mondiali 2011                                                    | -                                                                      | 67’                                                                    |
| 2-3-2011                                                               | Parchal                                                                | Svezia                                                                 | 1 – 2                                                                  | Islanda                                                                | Algarve Cup 2011 - 1º turno                                            | -                                                                      | 90+1’                                                                  |
| 4-3-2011                                                               | Albufeira                                                              | Islanda                                                                | 2 – 1                                                                  | Cina                                                                   | Algarve Cup 2011 - 1º turno                                            | -                                                                      | 84’                                                                    |
| 7-3-2011                                                               | Lagos                                                                  | Danimarca                                                              | 0 – 1                                                                  | Islanda                                                                | Algarve Cup 2011 - 1º turno                                            | -                                                                      |                                                                        |
| 9-3-2011                                                               | Faro                                                                   | Islanda                                                                | 2 – 4                                                                  | Stati Uniti                                                            | Algarve Cup 2011 - Finale                                              | -                                                                      |                                                                        |
| 19-5-2011                                                              | Reykjavík                                                              | Islanda                                                                | 6 – 0                                                                  | Bulgaria                                                               | Qual. Euro 2013                                                        | -                                                                      | 73’                                                                    |
| 17-9-2011                                                              | Reykjavík                                                              | Islanda                                                                | 3 – 1                                                                  | Norvegia                                                               | Qual. Euro 2013                                                        | -                                                                      | 75’                                                                    |
| 21-9-2011                                                              | Reykjavík                                                              | Islanda                                                                | 0 – 0                                                                  | Belgio                                                                 | Qual. Euro 2013                                                        | -                                                                      |                                                                        |
| 22-10-2011                                                             | Debrecen                                                               | Ungheria                                                               | 0 – 1                                                                  | Islanda                                                                | Qual. Euro 2013                                                        | -                                                                      | 60’                                                                    |
| 26-10-2011                                                             | Belfast                                                                | Irlanda del Nord                                                       | 0 – 2                                                                  | Islanda                                                                | Qual. Euro 2013                                                        | 1                                                                      | 78’                                                                    |
| 29-2-2012                                                              | Faro                                                                   | Germania                                                               | 1 – 0                                                                  | Islanda                                                                | Algarve Cup 2012 - 1º turno                                            | -                                                                      |                                                                        |
| 2-3-2012                                                               | Lagos                                                                  | Svezia                                                                 | 4 – 1                                                                  | Islanda                                                                | Algarve Cup 2012 - 1º turno                                            | -                                                                      |                                                                        |
| 5-3-2012                                                               | Lagos                                                                  | Cina                                                                   | 0 – 1                                                                  | Islanda                                                                | Algarve Cup 2012 - 1º turno                                            | -                                                                      |                                                                        |
| 7-3-2012                                                               | Parchal                                                                | Islanda                                                                | 1 – 3                                                                  | Danimarca                                                              | Algarve Cup 2012 - Finale 5º posto                                     | -                                                                      |                                                                        |
| 5-4-2012                                                               | Bruxelles                                                              | Belgio                                                                 | 1 – 0                                                                  | Islanda                                                                | Qual. Euro 2013                                                        | -                                                                      | 72’                                                                    |
| 21-6-2012                                                              | Sofia                                                                  | Bulgaria                                                               | 0 – 10                                                                 | Islanda                                                                | Qual. Euro 2013                                                        | 1                                                                      | 59’                                                                    |
| 18-9-2012                                                              | Oslo                                                                   | Norvegia                                                               | 2 – 1                                                                  | Islanda                                                                | Qual. Euro 2013                                                        | -                                                                      | 84’                                                                    |
| 20-10-2012                                                             | Leopoli                                                                | Ucraina                                                                | 2 – 3                                                                  | Islanda                                                                | Qual. Euro 2013                                                        | -                                                                      | 76’                                                                    |
| 25-10-2012                                                             | Reykjavík                                                              | Islanda                                                                | 3 – 2                                                                  | Ucraina                                                                | Qual. Euro 2013                                                        | 1                                                                      | 73’                                                                    |
| 6-3-2013                                                               | Parchal                                                                | Stati Uniti                                                            | 3 – 0                                                                  | Islanda                                                                | Algarve Cup 2013 - 1º turno                                            | -                                                                      |                                                                        |
| 8-3-2013                                                               | Albufeira                                                              | Svezia                                                                 | 6 – 1                                                                  | Islanda                                                                | Algarve Cup 2013 - 1º turno                                            | -                                                                      |                                                                        |
| 11-3-2013                                                              | Olhão                                                                  | Cina                                                                   | 1 – 0                                                                  | Islanda                                                                | Algarve Cup 2013 - 1º turno                                            | -                                                                      |                                                                        |
| 14-3-2013                                                              | Parchal                                                                | Ungheria                                                               | 1 – 4                                                                  | Islanda                                                                | Algarve Cup 2013 - Finale 9º posto                                     | -                                                                      |                                                                        |
| 6-4-2013                                                               | Linköping                                                              | Svezia                                                                 | 2 – 0                                                                  | Islanda                                                                | Amichevole                                                             | -                                                                      | 71’                                                                    |
| 7-6-2013                                                               | Reykjavík                                                              | Islanda                                                                | 2 – 3                                                                  | Scozia                                                                 | Amichevole                                                             | 1                                                                      |                                                                        |
| 20-6-2013                                                              | Aarhus                                                                 | Danimarca                                                              | 2 – 0                                                                  | Islanda                                                                | Amichevole                                                             | -                                                                      |                                                                        |
| 11-7-2013                                                              | Växjö                                                                  | Norvegia                                                               | 1 – 1                                                                  | Islanda                                                                | Euro 2013 - 1º turno                                                   | -                                                                      | 83’                                                                    |
| 14-7-2013                                                              | Stoccolma                                                              | Islanda                                                                | 0 – 3                                                                  | Germania                                                               | Euro 2013 - 1º turno                                                   | -                                                                      | 46’                                                                    |
| 17-7-2013                                                              | Norrköping                                                             | Paesi Bassi                                                            | 0 – 1                                                                  | Islanda                                                                | Euro 2013 - 1º turno                                                   | 1                                                                      |                                                                        |
| 21-7-2013                                                              | Halmstad                                                               | Svezia                                                                 | 4 – 0                                                                  | Islanda                                                                | Euro 2013 - Quarti di finale                                           | -                                                                      |                                                                        |
| 26-9-2013                                                              | Reykjavík                                                              | Islanda                                                                | 0 – 2                                                                  | Svizzera                                                               | Qual. Mondiali 2015                                                    | -                                                                      |                                                                        |
| 31-10-2013                                                             | Kruševac                                                               | Serbia                                                                 | 1 – 2                                                                  | Islanda                                                                | Qual. Mondiali 2015                                                    | -                                                                      | 65’                                                                    |
| 5-3-2014                                                               | Parchal                                                                | Germania                                                               | 5 – 0                                                                  | Islanda                                                                | Algarve Cup 2014 - 1º turno                                            | -                                                                      |                                                                        |
| 7-3-2014                                                               | Lagos                                                                  | Norvegia                                                               | 1 – 2                                                                  | Islanda                                                                | Algarve Cup 2014 - 1º turno                                            | -                                                                      |                                                                        |
| 10-3-2014                                                              | Lagos                                                                  | Cina                                                                   | 0 – 1                                                                  | Islanda                                                                | Algarve Cup 2014 - 1º turno                                            | 1                                                                      |                                                                        |
| 12-3-2014                                                              | Albufeira                                                              | Islanda                                                                | 2 – 1                                                                  | Svezia                                                                 | Algarve Cup 2014 - Finale 3º posto                                     | -                                                                      |                                                                        |
| 5-4-2014                                                               | Ramat Gan                                                              | Israele                                                                | 0 – 1                                                                  | Islanda                                                                | Qual. Mondiali 2015                                                    | 1                                                                      |                                                                        |
| 10-4-2014                                                              | Ta’ Qali                                                               | Malta                                                                  | 0 – 8                                                                  | Islanda                                                                | Qual. Mondiali 2015                                                    | 2                                                                      |                                                                        |
| 8-5-2014                                                               | Basilea                                                                | Svizzera                                                               | 3 – 0                                                                  | Islanda                                                                | Qual. Mondiali 2015                                                    | -                                                                      |                                                                        |
| 15-6-2014                                                              | Viborg                                                                 | Danimarca                                                              | 1 – 1                                                                  | Islanda                                                                | Qual. Mondiali 2015                                                    | -                                                                      |                                                                        |
| 19-6-2014                                                              | Reykjavík                                                              | Islanda                                                                | 4 – 0                                                                  | Malta                                                                  | Qual. Mondiali 2015                                                    | 1                                                                      |                                                                        |
| 21-8-2014                                                              | Reykjavík                                                              | Islanda                                                                | 0 – 1                                                                  | Danimarca                                                              | Qual. Mondiali 2015                                                    | -                                                                      |                                                                        |
| 13-9-2014                                                              | Reykjavík                                                              | Islanda                                                                | 3 – 0                                                                  | Islanda                                                                | Qual. Mondiali 2015                                                    | 1                                                                      |                                                                        |
| 17-9-2014                                                              | Reykjavík                                                              | Islanda                                                                | 9 – 1                                                                  | Serbia                                                                 | Qual. Mondiali 2015                                                    | 2                                                                      |                                                                        |
| 4-3-2015                                                               | Parchal                                                                | Svizzera                                                               | 2 – 0                                                                  | Islanda                                                                | Algarve Cup 2015 - 1º turno                                            | -                                                                      |                                                                        |
| 6-3-2015                                                               | Lagos                                                                  | Norvegia                                                               | 1 – 0                                                                  | Islanda                                                                | Algarve Cup 2015 - 1º turno                                            | -                                                                      |                                                                        |
| 9-3-2015                                                               | Lagos                                                                  | Stati Uniti                                                            | 0 – 0                                                                  | Islanda                                                                | Algarve Cup 2015 - 1º turno                                            | -                                                                      |                                                                        |
| 11-3-2015                                                              | Faro                                                                   | Giappone                                                               | 2 – 1                                                                  | Islanda                                                                | Algarve Cup 2015 - Finale 9º posto                                     | -                                                                      |                                                                        |
| 5-4-2015                                                               | Reykjavík                                                              | Islanda                                                                | 2 – 1                                                                  | Paesi Bassi                                                            | Amichevole                                                             | 1                                                                      | 84’                                                                    |
| 17-9-2015                                                              | Reykjavík                                                              | Islanda                                                                | 4 – 1                                                                  | Lussemburgo                                                            | Amichevole                                                             | 2                                                                      |                                                                        |
| 22-9-2015                                                              | Reykjavík                                                              | Islanda                                                                | 2 – 0                                                                  | Bielorussia                                                            | Qual. Euro 2017                                                        | 1                                                                      |                                                                        |
| 22-10-2015                                                             | Skopje                                                                 | Macedonia del Nord                                                     | 0 – 4                                                                  | Islanda                                                                | Qual. Euro 2017                                                        | -                                                                      |                                                                        |
| 26-10-2015                                                             | Lubiana                                                                | Slovenia                                                               | 0 – 6                                                                  | Islanda                                                                | Qual. Euro 2017                                                        | 2                                                                      |                                                                        |
| 12-4-2016                                                              | Minsk                                                                  | Bielorussia                                                            | 0 – 5                                                                  | Islanda                                                                | Qual. Euro 2017                                                        | 1                                                                      |                                                                        |
| 3-6-2016                                                               | Glasgow                                                                | Scozia                                                                 | 0 – 4                                                                  | Islanda                                                                | Qual. Euro 2017                                                        | 1                                                                      | 46’                                                                    |
| 7-6-2016                                                               | Reykjavík                                                              | Islanda                                                                | 8 – 0                                                                  | Macedonia del Nord                                                     | Qual. Euro 2017                                                        | 1                                                                      | 59’                                                                    |
| 16-9-2016                                                              | Reykjavík                                                              | Islanda                                                                | 4 – 0                                                                  | Slovenia                                                               | Qual. Euro 2017                                                        | 2                                                                      | 78’                                                                    |
| 20-9-2016                                                              | Reykjavík                                                              | Islanda                                                                | 1 – 2                                                                  | Scozia                                                                 | Qual. Euro 2017                                                        | -                                                                      |                                                                        |
| 20-10-2016                                                             | Chengdu                                                                | Cina                                                                   | 2 – 2                                                                  | Islanda                                                                | Amichevole                                                             | -                                                                      |                                                                        |
| 24-10-2016                                                             | Aarhus                                                                 | Danimarca                                                              | 1 – 0                                                                  | Islanda                                                                | Amichevole                                                             | -                                                                      |                                                                        |
| 29-10-2016                                                             | Tashkent                                                               | Uzbekistan                                                             | 0 – 1                                                                  | Islanda                                                                | Amichevole                                                             | -                                                                      |                                                                        |
| 3-3-2017                                                               | Parchal                                                                | Giappone                                                               | 2 – 0                                                                  | Islanda                                                                | Algarve Cup 2017 - 1º turno                                            | -                                                                      | 76’                                                                    |
| 5-4-2017                                                               | Bratislava                                                             | Slovacchia                                                             | 0 – 2                                                                  | Islanda                                                                | Amichevole                                                             | -                                                                      |                                                                        |
| 8-6-2017                                                               | Dublino                                                                | Irlanda                                                                | 0 – 0                                                                  | Islanda                                                                | Amichevole                                                             | -                                                                      |                                                                        |
| 13-6-2017                                                              | Reykjavík                                                              | Islanda                                                                | 0 – 1                                                                  | Brasile                                                                | Amichevole                                                             | -                                                                      |                                                                        |
| 18-7-2017                                                              | Tilburg                                                                | Francia                                                                | 1 – 0                                                                  | Islanda                                                                | Euro 2017 - 1º turno                                                   | -                                                                      |                                                                        |
| 22-7-2017                                                              | Eindhoven                                                              | Austria                                                                | 2 – 1                                                                  | Islanda                                                                | Euro 2017 - 1º turno                                                   | -                                                                      |                                                                        |
| 26-7-2017                                                              | Rotterdam                                                              | Islanda                                                                | 0 – 3                                                                  | Austria                                                                | Euro 2017 - 1º turno                                                   | -                                                                      |                                                                        |
| 18-9-2017                                                              | Reykjavík                                                              | Islanda                                                                | 8 – 0                                                                  | Fær Øer                                                                | Qual. Mondiali 2019                                                    | 1                                                                      |                                                                        |
| 20-10-2017                                                             | Wiesbaden                                                              | Germania                                                               | 2 – 3                                                                  | Islanda                                                                | Qual. Mondiali 2019                                                    | 2                                                                      |                                                                        |
| 23-10-2017                                                             | Ostrava                                                                | Rep. Ceca                                                              | 1 – 1                                                                  | Islanda                                                                | Qual. Mondiali 2019                                                    | 1                                                                      |                                                                        |
| 27-2-2019                                                              | Faro                                                                   | Canada                                                                 | 0 – 0                                                                  | Islanda                                                                | Algarve Cup 2019 - 1º turno                                            | -                                                                      | 85’                                                                    |
| 4-3-2019                                                               | Lagos                                                                  | Islanda                                                                | 1 – 4                                                                  | Scozia                                                                 | Algarve Cup 2019 - 1º turno                                            | -                                                                      | 81’                                                                    |
| 6-3-2019                                                               | Parchal                                                                | Portogallo                                                             | 1 – 4                                                                  | Islanda                                                                | Algarve Cup 2019 - Finale 9º posto                                     | -                                                                      | 72’                                                                    |
| 29-8-2019                                                              | Reykjavík                                                              | Islanda                                                                | 4 – 1                                                                  | Ungheria                                                               | Qual. Euro 2022                                                        | 1                                                                      |                                                                        |
| 3-9-2019                                                               | Reykjavík                                                              | Islanda                                                                | 1 – 0                                                                  | Slovacchia                                                             | Qual. Euro 2022                                                        | -                                                                      | 80’                                                                    |
| 4-10-2019                                                              | Nîmes                                                                  | Francia                                                                | 4 – 0                                                                  | Islanda                                                                | Amichevole                                                             | -                                                                      | 73’ 89’                                                                |
| 8-10-2019                                                              | Riga                                                                   | Lettonia                                                               | 0 – 6                                                                  | Islanda                                                                | Qual. Euro 2022                                                        | 1                                                                      | 68’                                                                    |
| 4-3-2020                                                               | Belfast                                                                | Irlanda del Nord                                                       | 0 – 1                                                                  | Islanda                                                                | Amichevole                                                             | 1                                                                      | 46’                                                                    |
| 7-3-2020                                                               | Glasgow                                                                | Scozia                                                                 | 1 – 0                                                                  | Islanda                                                                | Amichevole                                                             | -                                                                      | 87’                                                                    |
| 10-3-2020                                                              | Reykjavík                                                              | Islanda                                                                | 1 – 0                                                                  | Ucraina                                                                | Amichevole                                                             | -                                                                      | 82’                                                                    |
| 17-9-2020                                                              | Reykjavík                                                              | Islanda                                                                | 9 – 0                                                                  | Lettonia                                                               | Qual. Euro 2022                                                        | 3                                                                      | 46’                                                                    |
| 22-9-2020                                                              | Reykjavík                                                              | Islanda                                                                | 1 – 1                                                                  | Svezia                                                                 | Qual. Euro 2022                                                        | -                                                                      |                                                                        |
| 15-6-2021                                                              | Reykjavík                                                              | Islanda                                                                | 2 – 0                                                                  | Irlanda                                                                | Amichevole                                                             | -                                                                      |                                                                        |
| 21-9-2021                                                              | Reykjavík                                                              | Islanda                                                                | 0 – 2                                                                  | Paesi Bassi                                                            | Qual. Mondiali 2023                                                    | -                                                                      |                                                                        |
| 22-10-2021                                                             | Reykjavík                                                              | Islanda                                                                | 4 – 0                                                                  | Rep. Ceca                                                              | Qual. Mondiali 2023                                                    | 1                                                                      | 84’                                                                    |
| 26-10-2021                                                             | Reykjavík                                                              | Islanda                                                                | 5 – 0                                                                  | Cipro                                                                  | Qual. Mondiali 2023                                                    | 1                                                                      | 63’                                                                    |
| 25-11-2021                                                             | Osaka                                                                  | Giappone                                                               | 0 – 2                                                                  | Islanda                                                                | Amichevole                                                             | -                                                                      | 46’                                                                    |
| 30-11-2021                                                             | Larnaca                                                                | Cipro                                                                  | 0 – 4                                                                  | Islanda                                                                | Qual. Mondiali 2023                                                    | -                                                                      | 66’                                                                    |
| 18-2-2022                                                              | Carson                                                                 | Islanda                                                                | 1 – 0                                                                  | Nuova Zelanda                                                          | SheBelieves Cup 2022                                                   | 1                                                                      | 60’                                                                    |
| 7-4-2022                                                               | Minsk                                                                  | Bielorussia                                                            | 0 – 5                                                                  | Islanda                                                                | Qual. Mondiali 2023                                                    | 1                                                                      |                                                                        |
| 12-4-2022                                                              | Teplice                                                                | Rep. Ceca                                                              | 0 – 1                                                                  | Islanda                                                                | Amichevole                                                             | -                                                                      |                                                                        |
| 29-6-2022                                                              | Varsavia                                                               | Polonia                                                                | 1 – 3                                                                  | Islanda                                                                | Amichevole                                                             | 1                                                                      |                                                                        |
| 10-7-2022                                                              | Sheffield                                                              | Belgio                                                                 | 1 – 1                                                                  | Islanda                                                                | Euro 2022 - 1º turno                                                   | -                                                                      |                                                                        |
| 14-7-2022                                                              | Manchester                                                             | Italia                                                                 | 1 – 1                                                                  | Islanda                                                                | Euro 2022 - 1º turno                                                   | -                                                                      |                                                                        |
| 18-7-2022                                                              | Rotherham                                                              | Islanda                                                                | 1 – 1                                                                  | Francia                                                                | Euro 2022 - 1º turno                                                   | 1                                                                      |                                                                        |
| 2-9-2022                                                               | Reykjavík                                                              | Islanda                                                                | 6 – 0                                                                  | Bielorussia                                                            | Qual. Mondiali 2023                                                    | 2                                                                      |                                                                        |
| 6-9-2022                                                               | Utrecht                                                                | Paesi Bassi                                                            | 1 – 0                                                                  | Islanda                                                                | Qual. Mondiali 2023                                                    | -                                                                      |                                                                        |
| Totale                                                                 |                                                                        | Presenze                                                               | 106                                                                    |                                                                        | Reti                                                                   | 38                                                                     |                                                                        |

## Palmarès

### Club
- Campionato islandese: 4

Valur: 2007, 2008, 2009, 2010
- Campionato tedesco: 1

Bayern Monaco: 2014-2015
- Coppa d'Islanda: 3

Valur: 2009, 2010, 2011
- Supercoppa islandese: 2

Valur: 2010
Selfoss: 2020

### Individuale
- Biggest Freshmen Award: 1

2013
- Soccer America Player of the Year Award: 1

2014